# Billboard Japan Hot 100
A Billboard Japan Hot 100 japán kislemezlista, melyet a Billboard Japan és a Hanshin Contents Link állít össze 2008 februárja óta. A listát minden szerdánként (JST) frissítik a billboard-japan.com, illetve minden csütörtökön (UTC) a billboard.com weboldalakon.
A slágerlista első első helyezett dala az Arasi Step and Go című száma volt, a 2008. március 3-án közzétett listán. Ugyan a lista csúcsát elérő dalok döntő többsége japán, azonban négy nemjapán számnak is sikerült felkerülnie a csúcsra. Az első Leona Lewis Bleeding Love-ja volt 2008. május 8-án, a második Mika Blame It on the Girlsze volt 2009. szeptember 28-án, a harmadik Lady Gaga Born This Waye volt 2011. április 11-én, míg a negyedik a Wanted Glad You Came című száma volt 2013. május 20-án. A 2010. március 8-án közzétett listán a Hey! Say! JUMP Hitomi no Screen című dala lett a századik első helyezett.

## Metodika
A slágerlistát 2008-as bevezetése és 2010 decembere között a SoundScan Japan által összegyűjtött fizikai áruházak CD-kislemez eladási adatai és a Plantech által biztosított akkori 32 japán AM és FM rádióadó játszási listája által állították össze. A listát 2010 decemberében kibővítették, ami így már az internetes áruházak, illetve a japán iTunes Store eladásait is figyelembe veszi. 2013 decemberétől a Billboard Japan további két tényezővel egészítette ki a Hot 100-slágerlistát: az NTT Data által összegyűjtött, a dalokkal kapcsolatos Twitter-üzenetekkel, valamint a Gracenote által biztosított számítógépbe helyezési adatokkal.
2016. december 7-e óta a Billboard Japan a GfK Japannel közreműködve nyilvánosan elérhetővé teszi a Hot 100-lista digitális eladásainak első ötven helyezettjét. A két vállalat 3 900 internetes áruház eladási adatai, illetve az Apple Music, az Awa és a Line Music zene-streamelő szolgáltatások lejátszási adatai alapján számítják ki a digitális eladásokat.

## Albumok
2015 júniusában a Billboard Japan elkezdte közzétenni a  Japan Hot 100 metodikáján alapuló Japan Hot Albums slágerlistát, melyet a fizikai CD eladások, a digitális letöltések és a Gracenote-lekérdezések alapján állítanak össze. 2015 júniusa előtt a Billboard Japan csak a Japan Top Albums listát tette közzé, ami megegyezett a SoundScan Japan albumlistájával, csak a kiadványok különböző változatainak eladási adatait egybevonták. A Top Albums listát a Hot Albums mellett továbbra is közzéteszik.